# Scraper (Oklahoma)
Scraper es un lugar designado por el censo ubicado en el condado de Cherokee en el estado estadounidense de Oklahoma. En el Censo de 2010 tenía una población de 191 habitantes y una densidad poblacional de 22,79 personas por km².

## Geografía
Scraper se encuentra ubicado en las coordenadas 35°58′9″N 94°53′33″O / 35.96917, -94.89250. Según la Oficina del Censo de los Estados Unidos, Scraper tiene una superficie total de 13.49 km², de la cual 13.86 km² corresponden a tierra firme y (2.78%) 0.38 km² es agua.

## Demografía
Según el censo de 2010, había 191 personas residiendo en Scraper. La densidad de población era de 22,79 hab./km². De los 191 habitantes, Scraper estaba compuesto por el 59.16% blancos, el 0% eran afroamericanos, el 31.94% eran amerindios, el 0.52% eran asiáticos, el 0% eran isleños del Pacífico, el 0.52% eran de otras razas y el 7.85% pertenecían a dos o más razas. Del total de la población el 2.62% eran hispanos o latinos de cualquier raza.